# Предшколска установа „Невен” Кладово
Предшколска установа „Невен” Кладово као прва установа за рад са децом у Кладову, на захтев месне заједнице Кладово, регистрована је у Окружном привредном суду у Зајечару 16. септембра 1966. године под називом „Дечији вртић” Кладово. Установа од 1994. године ради као Установа за децу „Невен” са седиштем у Кладову.

## Историјат
„Дечији вртић” као самостална установа, била је смештена у адаптираној згради ХЕ „Ђердап“ у Обилићевој улици, а први директор био је Чедомир Митровић. Особље су чиниле: две васпитачице, две дечије неговатељице, једна куварица и једна спремачица. У то време, у установи било је 49-оро деце узраста од 3 до 7 година, организованих у две васпитне групе.
У главном објекту установе крајем 2007. било је укупно 229-оро деце у вртићу и јаслама од тога: 168-оро деце узраста 3-5 година, 61 дете узраста од 1-3године ), a у издвојеном објекту 91 дете узраста од 5,5- 6,5 година, тако да је у Кладову обухваћено 312-оро деце док је у Брзој Паланци обухваћено 12-оро деце што је 324-оро на територији Општине Кладово.
Са децом ради 40 запослених, од чега 20 васпитача, 6 медицинских сестара-васпитача, 5 спремачица, 2 кувара, 2 домара-чувара, и по 1 сервирка, економ – возач радник на административним пословима, радник на књиговодственим пословима, директор.